# خليج الأنفوشي
خليج الانفوشى هو خليج يقع في مدينة الإسكندرية وهو عبارة عن جيب مائي أو نصف دائرة من اليابسة المتدرجو داخل البحر الأبيض المتوسط، يحده من الغرب قصر رأس التين ومن الشرق الطابية وقلعة قايتباي وتعيش الجلاجلة والختينيا في يمين الخليج بجانب الطابيه والجندفلي في غرب الخليج وبجانب قصر رأس التين.